# Gondrexon
Gondrexon és un municipi francès situat al departament de Meurthe i Mosel·la i a la regió del Gran Est. L'any 2007 tenia 32 habitants.

## Demografia

### Població
El 2007 la població de fet de Gondrexon era de 32 persones. Hi havia 12 famílies, de les quals 4 eren unipersonals (4 dones vivint soles i 4 dones vivint soles), 4 parelles sense fills i 4 parelles amb fills.
La població ha evolucionat segons el següent gràfic:
Habitants censats

### Habitatges
El 2007 hi havia 15 habitatges, 14 eren l'habitatge principal de la família i 1 era una segona residència. 14 eren cases i 1 era un apartament. Dels 14 habitatges principals, 12 estaven ocupats pels seus propietaris i 2 estaven llogats i ocupats pels llogaters; 1 tenia quatre cambres i 13 en tenien cinc o més. 0 habitatges disposaven pel capbaix d'una plaça de pàrquing. A 10 habitatges hi havia un automòbil i a 3 n'hi havia dos o més.

### Piràmide de població
La piràmide de població per edats i sexe el 2009 era:
| Homes | Edats   | Dones |
| ----- | ------- | ----- |
| 0     | 95 o +  | 0     |
| 0     | 90 a 94 | 0     |
| 0     | 85 a 89 | 4     |
| 0     | 80 a 84 | 0     |
| 0     | 75 a 79 | 0     |
| 0     | 70 a 74 | 0     |
| 4     | 65 a 69 | 4     |
| 0     | 60 a 64 | 0     |
| 0     | 55 a 59 | 0     |
| 0     | 50 a 54 | 0     |
| 0     | 45 a 49 | 0     |
| 0     | 40 a 44 | 0     |
| 4     | 35 a 39 | 0     |
| 4     | 30 a 34 | 4     |
| 0     | 25 a 29 | 0     |
| 0     | 20 a 24 | 0     |
| 0     | 15 a 19 | 0     |
| 0     | 10 a 14 | 0     |
| 4     | 5 a 9   | 4     |
| 4     | 0 a 4   | 0     |

## Economia
El 2007 la població en edat de treballar era de 13 persones, 11 eren actives i 2 eren inactives. Les 11 persones actives estaven ocupades(8 homes i 3 dones).. Totes les 2 persones inactives estaven classificades com a «altres inactius».
Activitats econòmiques
L'any 2000 a Gondrexon hi havia 3 explotacions agrícoles que ocupaven un total de 315 hectàrees.

## Poblacions més properes
El següent diagrama mostra les poblacions més properes.